# Monuments Blancs de Vladímir i Súzdal
Els Monuments Blancs de Vladímir i Súzdal és el nom amb el qual la Unesco identifica una sèrie de monuments declarats Patrimoni de la Humanitat i situats a Rússia. El patrimoni inclou vuit monuments medievals de pedra calcària de Zalèsie: 
| Codi    | Nom | Lloc                            | Coordenades                              | Construcció                             |
| ------- | --- | ------------------------------- | ---------------------------------------- | --------------------------------------- |
| 633-001 | Catedral de la Dormició | Vladímir                        | 56° 09′ N, 40° 25′ E / 56.150°N,40.417°E | 1158 - 60, 1185 - 89                    |
| 633-002 | Porta Àuria de Vladímir | Vladímir                        |                                          | 1158 - 64, amb modificacions posteriors |
| 633-003 | El Castell del Príncep, la Catedral de la Nativitat de la Mare de Déu i la Torre de l'Escala del Palau d'Andrei Bogoliubski | Vladímir (poble de Bogoliúbovo) |                                          | 1158 - 65, amb modificacions posteriors |
| 633-004 | Església de la Intercessió del riu Nerl                                                                                     | Vladímir                        |                                          | 1165                                    |
| 633-005 | Catedral de Sant Demetri | Vladímir                        |                                          | 1194 - 97                               |
| 633-006 | Kremlin de Súzdal i Catedral de la Nativitat                                                                                | Súzdal                          | 56° 25′ N, 40° 26′ E / 56.417°N,40.433°E | 1222 - 25, reformada al segle xvi       |
| 633-007 | Monestir de Sant Salvador i Sant Eutimi                                                                                     | Súzdal                          |                                          |                                         |
| 633-008 | Església dels Sants Borís i Gleb                                                                                            | Súzdal (Kidekxa)                |                                          | 1152, amb modificacions posteriors      |

No inclosos a la llista però de similars característiques són els monuments veïns següents: 
- la catedral de Sant Salvador, a Pereslavl-Zalesski (1152)
- la catedral de Sant Jordi, a Iúriev-Polski (1230-1234, amb modificacions posteriors)
- les catedrals del monestir Kniaguinin de Vladímir i el convent de la Intercessió de Súzdal (segles XV-XVI)